# Norman Foster (architect)

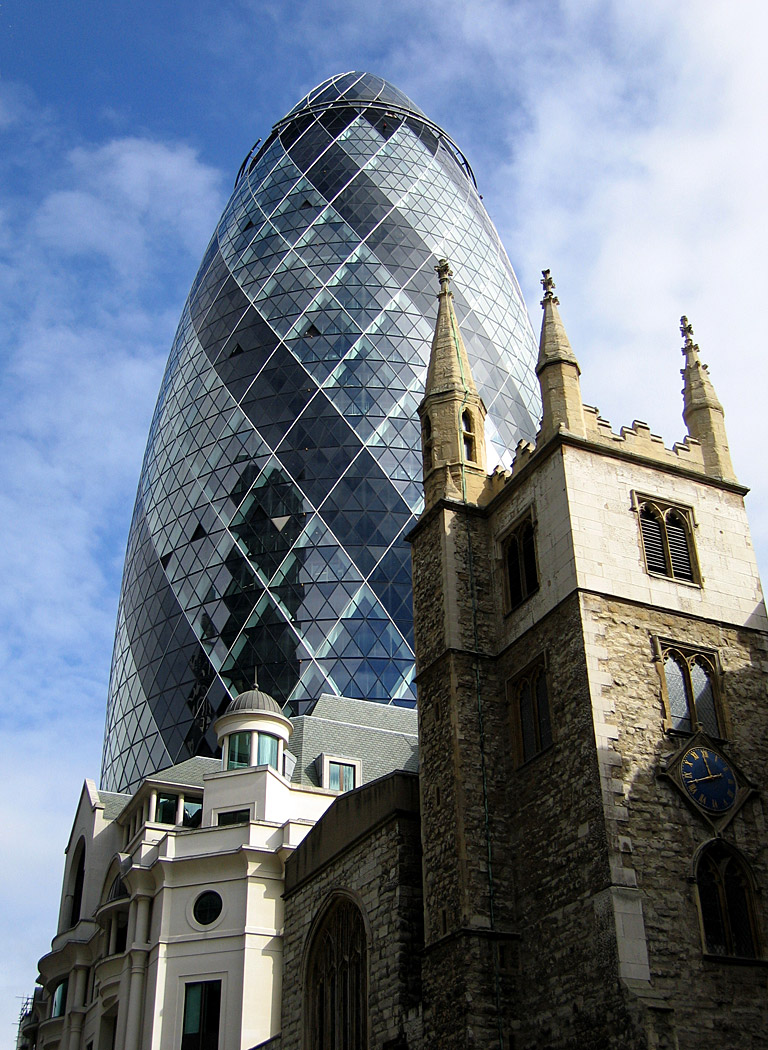
30 St Mary Axe

Norman Robert Foster (Manchester, 1 juni 1935), sinds 1990 Sir Norman Foster en sinds 1999 Lord Foster of Thames Bank, is een Britse architect.
Hij is bekend om zijn ontwerpen van onder andere de Millennium Bridge en het kantoorgebouw 30 St Mary Axe in Londen. In Cupertino heeft hij samen met Steve Jobs het Apple Park ontworpen. En in Berlijn tekende hij voor de herbouw van de koepel op het Rijksdaggebouw. Daarnaast ontwierp hij het viaduct van Millau, de terminal van de luchthaven van Hongkong en de renovatie van Camp Nou. In Nederland heeft Foster onder meer het World Port Center in Rotterdam ontworpen. Voor Antwerpen ontwierp hij een enkeldeksbrug voor de Oosterweelverbinding. Dit ontwerp werd echter niet geaccepteerd omdat het geen dubbeldeksbrug was. Voor New York ontwierp Foster de Hearst Tower.
Foster verwierf twee exclusieve onderscheidingen, de Duitse 'Pour le Mérite' en, in 1997, de 'Order of Merit'. Norman Foster is een Life Peer, een voor het leven benoemde edelman, en heeft als Baron Foster of Thames Bank zitting in het Britse Hogerhuis.
Op de eigen website wordt Norman Foster correct 'Lord Foster' genoemd. Maar ook de minder correcte naam 'Lord Norman Foster' wordt in de pers veel gebruikt.
In 1990 won hij de European Union Prize for Contemporary Architecture voor zijn ontwerp van de nieuwe terminal op Stansted Airport.